# Valzer
Valzer (en Español: Vals) es una película de comedia dramática italiana, del año 2007, escrita y dirigida por Salvatore Maira.
Esta película fue estrenada en el 64° Festival Internacional de Cine de Venecia.

## Argumento
Assunta trabaja en un hotel de lujo; su colega, Lucía, hace años que quiere dejar su trabajo en l'hotel para intentar trabajar en el mundo del espectáculo, sin informar a su padre que está preso en Argentina. Durante años Assunta, haciéndose pasar por Lucía, mantiene contactos con su padre. Los dos intercambian numerosas cartas que mantienen vivas las esperanzas del hombre que, libre, va al hotel a encontrarse con su hija y en cambio encuentra a Assunta que ya no puede más mentirle. La comparación entre los dos es muy fuerte.

## Reparto
- Maurizio Micheli: Padre de Lucia
- Valeria Solarino: Assunta
- Marina Rocco: Lucia
- Graziano Piazza: El chefe
- Eugenio Allegri: El professor
- Zaira Berrazouga: Fatima
- Cristina Serafini: Joven gerente
- Giuseppe Moretti: Vittorio
- Francesco Feletti: El asistiente del chefe
- Francesco Cordio: Un joven entrenador
- Benedicta Boccoli: Maria
- Rosaria Russo: Doña Hammam